# Ooencyrtus belus
Ooencyrtus belus är en stekelart som beskrevs av Huang och John S. Noyes 1994. Ooencyrtus belus ingår i släktet Ooencyrtus och familjen sköldlussteklar.
Artens utbredningsområde är Filippinerna. Inga underarter finns listade i Catalogue of Life.